# Богомольчик Гельдрейха
Богомольчик Гельдрейха (лат. Ameles heldreichi) — вид богомолов из семейства Amelidae. Вид назван в честь немецкого биолога и ботаника Теодора фон Гельдрейха.

## Описание
Самки имеют редуцированные крылья, которые охватывают около ¼ брюшка. У самцов крылья развитые, длиннее брюшка. Тело небольшое. Самцы небольшие, длиной 22—27 мм. Задние крылья самцов прозрачные, желтоватые, надкрылья полностью покрывают брюшко. Костальная зона передних крыльев самцов прозрачная. Самки крупнее и коренастее. Длина тела 23—30 мм. Боковые края переднеспинки самок мелкозубчатые, с чёрными точками.

## Ареал
Распространён на Балканском полуострове: в Греции, Болгарии, Румынии, а также в Турции, Иордании, Израиле, Палестине, Ливии.